# Despenalización de la homosexualidad en Cuba
La despenalización de la homosexualidad en Cuba ocurrió el 15 de febrero de 1979, tras la promulgación de un nuevo Código Penal que eliminaba referencias a la sodomía, no obstante la persecución a homosexuales continuó bajo otras figuras legales hasta 1997.

## Historia
El 4 de abril de 1936 fue promulgado el Código de Defensa Social, en el cual se criminalizaba la homosexualidad al considerarla una «amenaza social».
La década de 1970, y especialmente el período conocido como el «quinquenio gris», tuvo una serie de retrocesos y posteriores avances en cuanto al abordaje legal de la homosexualidad: en marzo de 1974 fue aprobada la Ley 1267, que modifica la Ley 1166 de Justicia Laboral, a la que se agregaba el inciso J que señalaba:

"El homosexualismo ostensible y otras conductas socialmente reprobables que proyectándose públicamente, incidan nocivamente en la educación, conciencia y sentimientos públicos y en especial de la niñez y la juventud por parte de quienes desarrollen actividades culturales o artístico-recreativas desde centros de exhibición o difusión".

En 1975 el Tribunal Supremo Popular anuló las leyes que ordenaban excluir a los homosexuales de los empleos vinculados con la educación y la cultura.

### Despenalización y eventos posteriores
En 1976 se eligió a Armando Hart como ministro de Cultura, resultando en unas políticas culturales más liberales; incluso se creó una comisión para la investigación de la homosexualidad, lo que desembocó en que el 15 de febrero de 1979 fuera promulgado un nuevo Código Penal que derogaba el Código de Defensa Social y en el que ya no aparecían referencias directas a la homosexualidad, no obstante lo anterior, el artículo 359 señalaba lo siguiente en sus primeros dos incisos: 

Artículo 359. Se sanciona con privación de libertad de tres a nueve meses o multa hasta doscientas setenta cuotas o ambas al que:
a) haga pública ostentación de su condición de homosexual o importune o solicite con sus requerimientos a otro;
b) realice actos homosexuales en sitio público o en sitio privado pero expuestos a ser vistos involuntariamente por otras personas.

Con la modificación al Código Penal promulgada el 29 de diciembre de 1987 dichas disposiciones fueron derogadas, sin embargo se mantenía la mención a las «solicitudes homosexuales»:

Artículo 303. Se sanciona con privación de libertad de tres meses a un año o multa de cien a trescientas 
cuotas al que:
a) importune a otro con requerimientos homosexuales.

El 17 de junio de 1997 fue publicado el decreto ley 175, que eliminó dicha mención, pasando a referirse a solicitudes sexuales a secas, sin distinguir según la orientación sexual.